# Волынский, Николай Павлович
Николай Павлович Волынский (11 декабря 1875, Умань — 30 декабря 1913, Гардоне-Ривьера) — русский военный историк, полковник гвардии в отставке (с 1912), внебрачный сын великого князя Николая Константиновича, участник русско-японской войны. Ему принадлежит ряд трудов по истории русской кавалерии.

## Биография
Н. П. Волынский являлся внебрачным сыном великого князя Николая Константиновича (1850—1918) и Александры Александровны Демидовой, урождённой Абаза (1853—1894). Николай Волынский и его младшая сестра Ольга родились уже после того, как их отец был официально объявлен душевнобольным и неправоспособным. Специально приставленные к великому князю люди не смогли воспрепятствовать его встречам с А. А. Демидовой, но затем родившиеся дети были разлучены с отцом, а их матери запретили поддерживать какие-либо отношения с великим князем. 7 января 1879 года состоялось бракосочетание А. А. Демидовой с прапорщиком графом Павлом Феликсовичем Сумароковым-Эльстоном (1853—1938), который и взял на себя заботу о воспитании детей Демидовой и великого князя. Николай Константинович являлся (до 1878 г.) шефом Лейб-гвардии Волынского полка, потому и детям его была присвоена фамилия «Волынские». В 1888 году Николай Волынский с сестрой получил от Александра III дворянство с фамилией «Волынский» и отчеством «Павлович», так как в это время мужем его матери был граф Павел Феликсович Сумароков-Эльстон.
Закончил Николаевский кадетский корпус и Николаевское кавалерийское училище, стал служить (с 1897 г.) в лейб-гвардии Кирасирском его величества полку. Военную службу он сочетал с научной работой, занявшись историей своего полка. «Усидчивый, щепетильный, обладавший способностью воссоздавать минувшее по одной строчке архивного документа, т. е. владевший тем, что можно назвать «архивным умом», он был архивистом по призванию», по мнению близко знавшего его М. И. Соколовского. 
Через командира лейб-гвардии Кирасирского полка генерал-майора Я. Б. Преженцова за составление 1-го тома истории сего полка и памятки для нижних чинов объявлена высочайшая благодарность 22 июня 1902 года. На основании именного высочайшего указа, данного Правительствующему сенату 6 декабря 1902 года, возведён в потомственное дворянское достоинство Российской империи 7 декабря 1902 года. 14 апреля 1910 года ему был пожалован герб, внесённый в Сборник дипломных гербов российского дворянства, невнесённых в Общий гербовник.
С началом русско-японской войны Н. П. Волынский переводится 9 марта 1904 года в чине подъесаула во 2-й Нерчинский полк Забайкальского казачьего войска, участвовал в сражениях под Вафангоу и на реке Шахе. В сражении под Ташичао 11 июля 1904 года он получает тяжелую контузию шрапнелью в левый бок. По выздоровлении его назначают адъютантом к А. Н. Куропаткину. Со службы Н. П. Волынский был уволен 9 мая 1907 года в чине ротмистра, а в 1913 году, в связи с юбилеем 300-летия дома Романовых, ему был пожалован чин полковника. К тому времени была издана написанная им «История Лейб-гвардии Кирасирского его величества полка». За труд «Постепенное развитие русской регулярной конницы в эпоху Великого Петра с самым подробным описанием участия в Великой Северной войне» Волынский был удостоен от Петербургской академии наук Уваровской премии, но уже посмертно. Последствия ранения дали себя знать, способствуя развитию чахотки. Н. П. Волынский закончил свой жизненный путь «в ужасных муках за границей», он умер в Италии 30 декабря 1913 года.

## Награды
- Орден св. Анны 3 степени (6.12.1902)
- Орден св. Анны 4 степени с надписью «за храбрость» (17.06.1904)
- Орден св. Станислава 2 степени с мечами (8.09.1904 — за отличие в делах с японцами с 1 по 26 июня 1904)
- Орден св. Анны 3 степени с мечами и бантом (29.01.1905 — за отличие в делах против японцев 10 и 11 июля 1904)
- Орден св. Анны 2 степени с мечами (3.03.1905 — за отличие в делах против японцев)
- Орден св. Владимира 4 степени с мечами и бантом (14.01.1906)
- Медаль «В память русско-японской войны» (6.05.1906)
- Медаль Красного Креста «В память русско-японской войны»

### Иностранные награда
- Орден Князя Даниила I 4 степени (17.03.1904)
- Офицер ордена Академических пальм (17.03.1904)
- Офицерский крест ордена Короны Румынии (14.07.1904)

## Сочинения
- История лейб-гвардии кирасирского Его величества полка. 1701—1901 гг. (1902)
- Научно-историческое исследование неточностей, вкравшихся в хрониках полков Лейб-гвардии Кирасирских (1906)
- Жертвы войны: Трилогия: Из Русско-японской войны 1904—1905 гг. (1909)
- Постепенное развитие русской регулярной конницы в эпоху Великого Петра (1912)